# Zele deceptor
Zele deceptor är en stekelart som först beskrevs av Wesmael 1835.  Zele deceptor ingår i släktet Zele och familjen bracksteklar. Arten är reproducerande i Sverige. Inga underarter finns listade i Catalogue of Life.